# Julia Caesaris (dochter van Julius Caesar)

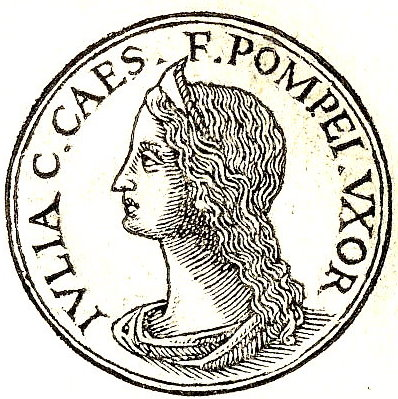
Julia Caesaris

Julia Caesaris was de dochter van de dictator Gaius Julius Caesar en Cornelia Cinna minor en diens enige wettige kind. Ze was de vierde echtgenote van Gnaius Pompeius Magnus maior en stond bekend om haar schoonheid en deugdzaamheid.

## Leven
Het is niet precies bekend wanneer Julia werd geboren, maar moderne geleerden plaatsen haar geboorte tussen 83 en 76 v.Chr. Nadat haar moeder in 69 v.Chr. in het kraambed was gestorven, zou haar grootmoeder langs vaderskant Aurelia Cotta voor haar opvoeding instaan.
Ze zou zich verloven met Quintus Servilius Caepio, die Caesar had gesteund tegen Marcus Calpurnius Bibulus. Toch verbrak Caesar de verloving om zijn dochter te laten trouwen in april 59 v.Chr. met Gnaius Pompeius Magnus maior. Dit huwelijk werd gezien als bezegeling van het politieke bondgenootschap tussen haar vader en haar nieuwe echtgenoot, dat de geschiedenis zou ingaan als het eerste triumviraat, en de argwaan opwekte van Marcus Tullius Cicero en Marcus Porcius Cato Uticensis minor.
Julia stierf echter voordat de breuk tussen haar echtgenoot en haar vader onvermijdelijk was geworden. Want bij de verkiezing van de aediles in 55 v.Chr., werd Pompeius omringd door een tumultueuze volksmassa, en zijn toga was besprenkeld met het bloed van de relschoppers. Een slaaf droeg de bevlekte toga naar zijn huis op de Carinae en werd door Julia gezien. In de overtuiging dat haar echtgenoot was gedood, kreeg ze voortijdige weeën en haar constitutie leed hier onherstelbare schade door. In augustus van 54 v.Chr. stierf ze ten slotte in het kraambed en haar kind - een zoon volgens sommige auteurs, een dochter volgens anderen — zou haar slechts enkele dagen hebben overleefd. Caesar was op het moment dat hij de dood van zijn dochter vernam in Britannia en schijnt zich ondanks zijn verdriet stoïcijns te hebben gehouden.
Ondanks de politieke gronden voor dit huwelijk, bleek het een zeer gelukkig huwelijk te zijn. Hierdoor deden geruchten de ronde dat de "oude" Pompeius helemaal werd ingenomen door zijn drieëntwintig jaar jongere echtgenote. Zo liet hij het bestuur over zijn provincia Hispania Ulterior over aan legati (zaakgelastigden), terwijl hij zelf in Rome bleef om als curator annonae toezicht te houden op de graantoevoer.
Pompeius wenste haar urn in zijn favoriete Albaanse villa te bewaren, maar het volk, dat van Julia hield, was vastberaden haar een laatste rustplaats te geven op het Campus Martius (Marsveld). Hiervoor was toestemming van de senaat nodig, en Lucius Domitius Ahenobarbus, een van de consuls van 54 v.Chr., aangespoord door zijn haat voor Pompeius en Caesar, wist zich een veto van een tribunus plebis te verwerven om dit tegen te houden. Maar de wil van het volk was sterker en na de laudatio funebris (lijkrede) op het Forum Romanum plaatste men haar urn in het Campus Martius. Tien jaar later zou de officiële brandstapel voor Caesars eigen crematie worden opgericht naast de graftombe van zijn dochter, maar het volk zou opnieuw ingrijpen door na de laudatio funebris van Marcus Antonius Caesars lijk te cremeren op het Forum Romanum.
Na Julia's dood begon de alliantie tussen Pompeius en Caesar uiteen te vallen, wat zou eindigen in een burgeroorlog. Het werd als een opvallend voorteken gezien dat toen Caesars adoptiezoon Gaius Julius Caesar (Octavianus) Rome binnenkwam, het monument van Julia door bliksem werd getroffen. Caesar zelf wijdde een ceremonie aan haar manes, die hij in 46 v.Chr. in de vorm van uitgebreide funeraire spelen met gladiatorengevechten hield. De datum was zo gekozen dat deze samenviel met de ludi Veneris Genetricis van 26 september, het festival ter ere van Venus Genetrix, de goddelijke stammoeder van de gens Julia.